# Рослини Тернопільської області, занесені до Червоної книги України
Список рослин Тернопільської області, занесених до Червоної книги України.

## Статистика
До списку входить 119 видів рослин, з них:
- Судинних рослин — 108;
- Мохоподібних — 0;
- Водоростей — 0;
- Лишайників — 4;
- Грибів — 7.

Серед них за природоохоронним статусом: 
- Вразливих — 49;
- Рідкісних — 31;
- Недостатньо відомих  — 0;
- Неоцінених — 24;
- Зникаючих — 14;
- Зниклих у природі — 0;
- Зниклих — 1.

## Список видів
| № п/п | Українська назва виду                                           | Латинська назва виду                                                 | Природоохоронний статус | Група           |
| ----- | --------------------------------------------------------------- | -------------------------------------------------------------------- | ----------------------- | --------------- |
| 1     | Аконіт Бессера                                                  | Aconitum besserianum Andrz. ex Trautv.                               | Вразливий               | Судинні рослини |
| 2     | Аконіт несправжньо-протиотруйний                                | Aconitum pseudanthora Błocki ex Pacz.                                | Вразливий               | Судинні рослини |
| 3     | Аконіт опушеноплодий                                            | Aconitum lasiocarpum (Rchb.) Göyer                                   | Вразливий               | Судинні рослини |
| 4     | Аллоцетрарія Океза (Оукса), тукерманопсис Океза, цетрарія Океза | Allocetraria oakesiana (Tuck.) Randlane & Thell                      | Рідкісний               | Лишайники       |
| 5     | Баранець звичайний                                              | Huperzia selago (L.) Bernh. ex Schrank et Mart.                      | Неоцінений              | Судинні рослини |
| 6     | Беладонна звичайна                                              | Atropa belladonna L.                                                 | Вразливий               | Судинні рослини |
| 7     | Береза Клокова                                                  | Betula klokovii Zaverucha                                            | Зникаючий               | Судинні рослини |
| 8     | Береза темна                                                    | Betula obscura А.Kotula                                              | Рідкісний               | Судинні рослини |
| 9     | Берека (горобина берека)                                        | Sorbus torminalis (L.) Crantz                                        | Неоцінений              | Судинні рослини |
| 10    | Билинець довгорогий                                             | Gymnadenia conopsea (L.) R.Br.                                       | Вразливий               | Судинні рослини |
| 11    | Билинець найзапашніший                                          | Gymnadenia odoratissima (L.) Rich.                                   | Зникаючий               | Судинні рослини |
| 12    | Білопавутинник бульбистий                                       | Gymnadenia densiflora (Wahlenb.) A.Dietr.                            | Рідкісний               | Гриби           |
| 13    | Білоцвіт весняний                                               | Leucojum vernum L.                                                   | Неоцінений              | Судинні рослини |
| 14    | Бруслина карликова                                              | Euonymus nana М. Bieb.                                               | Вразливий               | Судинні рослини |
| 15    | Булатка великоквіткова                                          | Cephalanthera damasonium (Mill.) Druce                               | Рідкісний               | Судинні рослини |
| 16    | Булатка довголиста                                              | Cephalanthera longifolia (L.) Fritsch                                | Рідкісний               | Судинні рослини |
| 17    | Булатка червона                                                 | Cephalanthera rubra (L.) Rich.                                       | Рідкісний               | Судинні рослини |
| 18    | Вальдштейнія гравілатоподібна                                   | Waldsteinia geoides L.                                               | Вразливий               | Судинні рослини |
| 19    | Гвоздика несправжньопізня                                       | Dianthus pseudoserotinus Błocki                                      | Вразливий               | Судинні рослини |
| 20    | Герицій коралоподібний                                          | Hericium coralloides (Fr.) Gray                                      | Вразливий               | Гриби           |
| 21    | Глевчак однолистий (малаксис однолистий)                        | Malaxis monophyllos (L.) Sw.                                         | Вразливий               | Судинні рослини |
| 22    | Гніздівка звичайна                                              | Neottia nidus-avis (L.) Rich.                                        | Неоцінений              | Судинні рослини |
| 23    | Горицвіт весняний                                               | Adonis vernalis L.                                                   | Неоцінений              | Судинні рослини |
| 24    | Грифола листувата                                               | Grifola frondosa (Dicks.: Fr.) Gray                                  | Вразливий               | Гриби           |
| 25    | Гудієра повзуча                                                 | Goodyera repens (L.) R.Br.                                           | Вразливий               | Судинні рослини |
| 16    | Дев'ятисил осотовий                                             | Carlina cirsioides Klokov                                            | Вразливий               | Судинні рослини |
| 27    | Дев'ятисил татарниколистий, відкасник татарниколистий           | Carlina onopordifolia Besserex Szafer, Kulcz. et Pawł.               | Вразливий               | Судинні рослини |
| 28    | Жовтозілля Бессера                                              | Senecio besserianus Minder.                                          | Вразливий               | Судинні рослини |
| 29    | Жостір фарбувальний                                             | Rhamnus tinctoria Waldst. et Kit.                                    | Рідкісний               | Судинні рослини |
| 30    | Зелениця сплюснута (дифазіаструм сплюснутий)                    | Diphasiastrum complanatum (L.) Holub                                 | Рідкісний               | Судинні рослини |
| 31    | Зіновать біла, рокитничок білий                                 | Chamaecytisus albus (Hacq.) Rothm.                                   | Вразливий               | Судинні рослини |
| 32    | Зіновать Блоцького, рокитничок Блоцького                        | Chamaecytisus blockianus (Pawł.) Klásk.                              | Рідкісний               | Судинні рослини |
| 33    | Зіновать Пачоського, рокитничок Пачоського                      | Chamaecytisus paczoskii (V. Krecz.) Klásk.                           | Рідкісний               | Судинні рослини |
| 34    | Зіновать подільська, рокитничок подільський                     | Chamaecytisus podolicus (Błocki) Klásk.                              | Вразливий               | Судинні рослини |
| 35    | Змієголовник австрійський                                       | Dracocephalum austriacum L.                                          | Вразливий               | Судинні рослини |
| 36    | Змієголовник Рюйша                                              | Dracocephalum ruyschiana L.                                          | Неоцінений              | Судинні рослини |
| 37    | Зозулинець прикрашений                                          | Orchis signifera Vest                                                | Зникаючий               | Судинні рослини |
| 38    | Зозулинець пурпуровий                                           | Orchis purpurea Huds.                                                | Вразливий               | Судинні рослини |
| 39    | Зозулині сльози яйцеподібні                                     | Listera ovata (L.) R.Br.                                             | Неоцінений              | Судинні рослини |
| 40    | Зозулині черевички справжні                                     | Cypripedium calceolus L.                                             | Вразливий               | Судинні рослини |
| 41    | Зозульки бузинові (пальчатокорінник бузиновий)                  | Dactylorhiza sambucina (L.) Soy                                      | Вразливий               | Судинні рослини |
| 42    | Зозульки м'ясочервоні (пальчатокорінник м'ясочервоний)          | Dactylorhiza incarnata (L.) Soy s.l.                                 | Вразливий               | Судинні рослини |
| 43    | Зозульки травневі (пальчатокорінник травневий)                  | Dactylorhiza majalis (Rchb.) P.F.Hunt et Summerhayes s.l.            | Рідкісний               | Судинні рослини |
| 44    | Зозульки Фукса (пальчатокорінник Фукса)                         | Dactylorhiza fuchsii (Druce) Soy                                     | Неоцінений              | Судинні рослини |
| 45    | Катран татарський                                               | Crambe tataria Sebeyk                                                | Вразливий               | Судинні рослини |
| 46    | Клаваріадельф товкачиковий                                      | Clavariadelphus pistillaris (L.) Donk                                | Рідкісний               | Гриби           |
| 47    | Клокичка периста                                                | Staphylea pinnata L.                                                 | Рідкісний               | Судинні рослини |
| 48    | Ковила волосиста                                                | Stipa capillata L.                                                   | Неоцінений              | Судинні рослини |
| 49    | Ковила вузьколиста                                              | Stipa tirsa Steven                                                   | Вразливий               | Судинні рослини |
| 50    | Ковила найкрасивіша                                             | Stipa pulcherrima K. Koch                                            | Вразливий               | Судинні рослини |
| 51    | Ковила пірчаста                                                 | Stipa pennata L.                                                     | Вразливий               | Судинні рослини |
| 52    | Конюшина червонувата                                            | Trifolium rubens L.                                                  | Рідкісний               | Судинні рослини |
| 53    | Коральковець тричінадрізаний                                    | Corallorhiza trifida Chätel.                                         | Рідкісний               | Судинні рослини |
| 54    | Коручка болотна                                                 | Epipactis palustris (L.) Crantz                                      | Вразливий               | Судинні рослини |
| 55    | Коручка пурпурова                                               | Epipactis purpurata Smith                                            | Рідкісний               | Судинні рослини |
| 56    | Коручка темно-червона                                           | Epipactis atrorubens (Hoffm. ex Bernh.) Besser                       | Вразливий               | Судинні рослини |
| 57    | Коручка чемерникоподібна (коручка широколиста)                  | Epipactis helleborine (L.) Crantz                                    | Неоцінений              | Судинні рослини |
| 58    | Косарики черепитчасті                                           | Gladiolus imbricatus L.                                              | Вразливий               | Судинні рослини |
| 59    | Костриця блідувата                                              | Festuca pallens Host.                                                | Рідкісний               | Судинні рослини |
| 60    | Костриця різнолиста                                             | Festuca heterophylla Lam.                                            | Вразливий               | Судинні рослини |
| 61    | Лещиця дністровська                                             | Gypsophila thyraica Krasnova                                         | Вразливий               | Судинні рослини |
| 62    | Лілія лісова                                                    | Lilium martagon L.                                                   | Неоцінений              | Судинні рослини |
| 63    | Лобарія легеневоподібна                                         | Lobaria pulmonaria (L.) Hoffm.                                       | Вразливий               | Лишайники       |
| 64    | Любка дволиста                                                  | Platanthera bifolia (L.) Rich.                                       | Неоцінений              | Судинні рослини |
| 65    | Любка зеленоквіткова                                            | Platanthera chlorantha (Cust.) Rchb.                                 | Рідкісний               | Судинні рослини |
| 66    | Льон бесарабський                                               | Linum basarabicum (Savul. et Rayss) Klokov ex Juz.                   | Неоцінений              | Судинні рослини |
| 67    | Марсилея чотирилиста                                            | Marsilea quadrifolia L.                                              | Вразливий               | Судинні рослини |
| 68    | Місячниця оживаюча (лунарія оживаюча)                           | Lunaria rediviva L.                                                  | Неоцінений              | Судинні рослини |
| 69    | Молочай волинський                                              | Euphorbia volhynica Besserex Racib.                                  | Рідкісний               | Судинні рослини |
| 70    | Мутин собачий                                                   | Mutinus caninus (Huds.) Fr.                                          | Рідкісний               | Гриби           |
| 71    | М'якух болотний (хаммарбія болотна)                             | Hammarbya paludosa (L.) O.Kuntze                                     | Зникаючий               | Судинні рослини |
| 72    | Надбородник безлистий                                           | Epipogium aphyllum Sw.                                               | Зникаючий               | Судинні рослини |
| 73    | Неотіанта каптурувата                                           | Neottianthe cucullata (L.) Schlechter                                | Зникаючий               | Судинні рослини |
| 74    | Неотінея обпалена (зозулинець обпалений)                        | Neotinea ustulata (L.) R.M. Bateman, Pridgeon et M.W. Chase          | Зникаючий               | Судинні рослини |
| 75    | Осока дводомна                                                  | Carex dioica L.                                                      | Вразливий               | Судинні рослини |
| 76    | Осока Девелла                                                   | Carex davalliana Smith                                               | Вразливий               | Судинні рослини |
| 77    | Осока затінкова                                                 | Carex umbrosa Host                                                   | Неоцінений              | Судинні рослини |
| 78    | Осока Хоста                                                     | Carex hostiana DC.                                                   | Вразливий               | Судинні рослини |
| 79    | Офрис комахоносна                                               | Ophrys insectifera L.                                                | Зникаючий               | Судинні рослини |
| 80    | Очиток застарілий                                               | Sedum antiquum Omelcz. et Zaverucha                                  | Рідкісний               | Судинні рослини |
| 81    | Півники сибірські                                               | Iris sibirica L.                                                     | Вразливий               | Судинні рослини |
| 82    | Підковка чубата (гіпокрепіс чубатий)                            | Hippocrepis comosa L.                                                | Рідкісний               | Судинні рослини |
| 83    | Підсніжник білосніжний (підсніжник звичайний)                   | Galanthus nivalis L.                                                 | Неоцінений              | Судинні рослини |
| 84    | Пізньоцвіт осінній                                              | Colchicum autumnale L.                                               | Неоцінений              | Судинні рослини |
| 85    | Плаун річний                                                    | Lycopodium annotinum L.                                              | Вразливий               | Судинні рослини |
| 86    | Плодоріжка блощична (зозулинець блощичний)                      | Anacamptis coriophora (L.) R.M. Bateman, Pridgeon et M.W. Chase s.l. | Вразливий               | Судинні рослини |
| 87    | Плодоріжка салепова (зозулинець салеповий)                      | Anacamptis morio (L.) R.M. Bateman, Pridgeon et M.W. Chase           | Вразливий               | Судинні рослини |
| 88    | Росичка англійська (росичка довголиста)                         | Drosera anglica Huds.                                                | Вразливий               | Судинні рослини |
| 89    | Рутвиця смердюча                                                | Thalictrum foetidum L.                                               | Зникаючий               | Судинні рослини |
| 90    | Сальвінія плаваюча                                              | Salvinia natans (L.) All.                                            | Неоцінений              | Судинні рослини |
| 91    | Свистуля татарська                                              | Conioselinum vaginatum (Spreng.) Thell.                              | Рідкісний               | Судинні рослини |
| 92    | Сквамарина щетиниста                                            | Squamarina cartilaginea (With.) P. James in D. Hawksw. et al.        | Рідкісний               | Лишайники       |
| 93    | Солоріна двоспорова                                             | Solorina bispora Nyl.                                                | Вразливий               | Лишайники       |
| 94    | Сон великий                                                     | Pulsatilla grandis Wender.                                           | Вразливий               | Судинні рослини |
| 95    | Сон лучний (сон чорніючий, сон богемський)                      | Pulsatilla pratensis (L.) Mill. s.l.                                 | Неоцінений              | Судинні рослини |
| 96    | Сон розкритий                                                   | Pulsatilla patens (L.) Mill. s.l.                                    | Неоцінений              | Судинні рослини |
| 97    | Сонценасінник таємний                                           | Heliosperma arcanum Zapał.                                           | Зниклий                 | Судинні рослини |
| 98    | Сонцецвіт сивий (сонянка сива)                                  | Helianthemum canum (L.) Hornem. s.l.                                 | Рідкісний               | Судинні рослини |
| 99    | Таволга польська                                                | Spiraea polonica Błocki                                              | Зникаючий               | Судинні рослини |
| 100   | Товстянка звичайна                                              | Pinguicula vulgaris L.                                               | Вразливий               | Судинні рослини |
| 101   | Траунштейнера куляста                                           | Traunsteinera globosa (L.) Rchb.                                     | Вразливий               | Судинні рослини |
| 102   | Трутовик зонтичний                                              | Polyporus umbellatus (Pers.) Fr.                                     | Рідкісний               | Гриби           |
| 103   | Цибуля ведмежа (черемша)                                        | Allium ursinum L.                                                    | Неоцінений              | Судинні рослини |
| 104   | Цибуля круглонога                                               | Allium sphaeropodum Klokov                                           | Вразливий               | Судинні рослини |
| 105   | Цибуля пряма                                                    | Allium strictum Schrad.                                              | Рідкісний               | Судинні рослини |
| 106   | Часник переодягнений                                            | Allium pervestitum Klokov                                            | Зникаючий               | Судинні рослини |
| 107   | Чина гладенька                                                  | Lathyrus laevigatus (Waldst. et Kit.) Fritsch                        | Рідкісний               | Судинні рослини |
| 108   | Шавлія кременецька                                              | Salvia cremenecensis Bess.                                           | Рідкісний               | Судинні рослини |
| 109   | Шафран Гейфелів                                                 | Crocus heuffelianus Herb.                                            | Неоцінений              | Судинні рослини |
| 110   | Шиверекія подільська                                            | Schivereckia podolica (Besser) Andrz. ex DC.                         | Неоцінений              | Судинні рослини |
| 111   | Шипшина Чацького                                                | Rosa czackiana Besser                                                | Неоцінений              | Судинні рослини |
| 112   | Шишкогриб лускатий, лускач                                      | Strobilomyces strobilaceus (Scop.) Berk.                             | Зникаючий               | Гриби           |
| 113   | Шоломниця весняна                                               | Scutellaria verna Besser                                             | Рідкісний               | Судинні рослини |
| 114   | Шолудивник високий                                              | Pedicularis exaltata Besser                                          | Зникаючий               | Судинні рослини |
| 115   | Шолудивник королівський                                         | Pedicularis sceptrum-carolinum L.                                    | Вразливий               | Судинні рослини |
| 116   | Шолудивник лісовий                                              | Pedicularis sylvatica L.                                             | Вразливий               | Судинні рослини |
| 117   | Язичник сибірський (буковинський, український)                  | Ligularia sibirica Cass.                                             | Вразливий               | Судинні рослини |
| 118   | Язичник сивий                                                   | Ligularia glauca (L.) J.Hoffm.                                       | Зникаючий               | Судинні рослини |
| 119   | Ясенець білий                                                   | Dictamnus albus L.                                                   | Рідкісний               | Судинні рослини |